# مجموعة لونزا
مجموعة لونزا هي مجموعة شركات تصنيع سويسرية متعددة الجنسيات تعمل في قطاعات الأدوية والتكنولوجيا الحيوية والتغذية ، ويقع مقرها الرئيسي في بازل ، سويسرا. ولها مصانع و تسهيلات رئيسية في أوروبا وأمريكا الشمالية وجنوب آسيا. تأسست لونزا تحت هذا الاسم في أواخر القرن التاسع عشر في سويسرا. تقدم الشركة خدمات تطوير المنتجات للصناعات الدوائية والبيولوجية ، بما في ذلك التصنيع المخصص للمستحضرات الصيدلانية الحيوية وأنظمة الكشف والخدمات لقطاع العلوم البيولوجية .